# Johann Ernst Immanuel Walch
Johann Ernst Immanuel Walch, född den 29 augusti 1725, död den 1 december 1778, var en tysk teolog och geolog. Han var son till Johann Georg Walch och bror till Christian Wilhelm Franz Walch.
Walch studerade semitiska språk, naturvetenskaper och matematik i Jena. År 1750 blev han extra ordinarie professor i teologi, 1754 ordinarie professor i logik och metafysik. År 1759 utbytte han denna lärostol mot den i retorik och poesi.